# Königsbank (Altensteig)

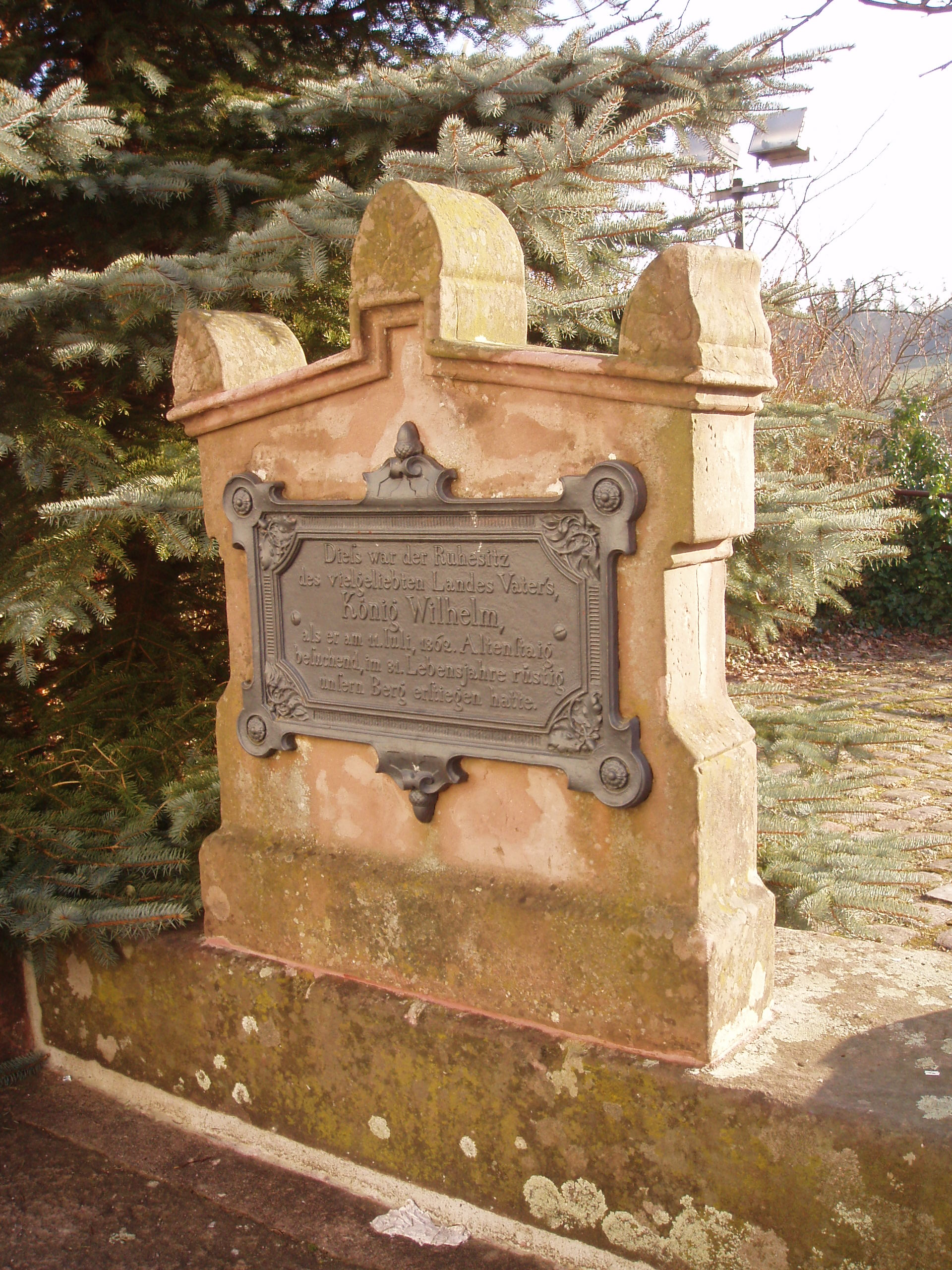
Königsbank in Altensteig

Die sogenannte Königsbank in Altensteig, einer Stadt im Landkreis Calw in Baden-Württemberg, wurde wohl 1862 oder kurz danach zur Erinnerung an den Besuch des württembergischen Königs Wilhelm I. mit einer Rückenlehne mit Inschriftentafel auf der älteren Ruhebank versehen.
Die Ruhebank aus Sandsteinquadern mit an der steinernen Rückenlehne befindlichen gusseisernen Platte hat die Inschrift: „Dies war der Ruhesitz des vielgeliebten Landes Vaters König Wilhelm, als er am 11. Juli 1862 Altenstaig besuchend, im 81. Lebensjahr rüstig unseren Berg erstiegen hatte“.
Die steinerne Bank am östlichen Stadteingang besteht wie die meisten Ruhebänke aus einer niederen Sitzbank und einer höheren Bank zum Abstellen von auf dem Rücken getragenen Lasten. Sie erinnert an eine Episode der Altensteiger Stadtgeschichte.